# Čikule
Čikule (cyr. Чикуле) – wieś w Bośni i Hercegowinie, w Republice Serbskiej, w gminie Gradiška. W 2013 roku liczyła 255 mieszkańców.